# Ablerus mokrzeckii
Ablerus mokrzeckii är en stekelart som först beskrevs av Maksymilian Nowicki 1926.  Ablerus mokrzeckii ingår i släktet Ablerus, och familjen växtlussteklar. Arten är reproducerande i Sverige.